# Александър Голощапов
Александър Голощапов (на украински: Олександр Голощапов) е украински шахматист и треньор, гросмайстор.

## Биография
Роден е на 25 януари 1978 г. Започва да се занимава с шахмат на осемгодишна възраст. Възпитаник е на заслужилия треньор по шахмат Александър Вайсман. През 1996 г. спечелва украинското първенство за юноши до 20-годишна възраст. През 2002 година спечелва откритото първенство на Дубай, което е най-добрия резултат в състезателната му кариера.
Голощапов става международен майстор през 1996 г. и гросмайстор през 2001 г. През 2012 г. получава лиценз за треньор от ФИДЕ.

## Турнирни резултати
- 2001 – Алуща (първо място с резултат 8,5 точки от 11 възможни, колкото имат Теймур Раджабов и Александър Рязанцев)[3][1]
- 2012 – Тронхайм (първо място на турнира по блиц „Vinterlynet GP“ с резултат 9,5 точки от 10 възможни)[4]
- 2012 – Тронхайм (трето място на турнира по ускорен шахмат „Vinterhurtig“ с резултат 4,5 точки от 6 възможни)[5]